# Pascal Massart
Pour les articles homonymes, voir Massart.
Pascal Massart (né en 1958) est un mathématicien français.

## Formation et carrière
Il obtient son doctorat d'état en statistiques en 1987 sous la direction de Jean Bretagnolle avec une thèse intitulée « Quelques problèmes de vitesse de convergence pour des processus empiriques ».
Il est professeur à l'université Paris-Sud (devenue Université Paris-Saclay) depuis 1990. Il est directeur de la Fondation Mathématique Jacques Hadamard (FMJH) depuis 2019.

## Travaux
Ses travaux portent sur les probabilités et statistiques, notamment l'inégalité DKW, l'inégalité de Bousquet, l'inégalité de concentration, l'inégalité d'Efron-Stein.
Avec Lucien Birgé il travaille sur les problèmes de choix de modèle comme par exemple la sélection de variable ou la détection de ruptures ,.

## Prix et distinctions
Il est lauréat de la médaille de bronze du CNRS en 1988, du prix COPSS en 1998 et du prix Pierre-Simon-de-Laplace en 2007 (conjointement avec Paul Deheuvels). Il est conférencier au congrès européen de mathématiques en 2004 à Stockholm. Il est nommé membre sénior de l'Institut Universitaire de France en 2010. Il donne la conférence Le Cam du congrès mondial de probabilités et statistique IMS-Bernoulli à Istamboul en 2012.